# 쓰치타루역
쓰치타루역(일본어: 土樽駅, つちたるえき)은 일본 니가타현 미나미우오누마군 유자와정에 있는, 동일본 여객철도의 철도역이다. 조에쓰선이 지나간다.
여기서부터 종점인 미야우치역까지는 동일본 여객철도 니가타 지사가 관할한다.

## 역 구조
상대식 2면 2선 구조의 지상역이다. 역사는 상행선 승강장 쪽에 있으며, 반대쪽 승강장과는 과선교로 이어져 있다. 에치고유자와역이 관리하는 무인역이다.

### 승강장
| 1 | ■ 조에쓰선 | 미나카미 · 시부카와 · 다카사키 방면 |
| 2 | ■ 조에쓰선 | 에치고유자와 · 나가오카 방면        |

## 역세권 정보
- 간에쓰 자동차도

## 역사
가와바타 야스나리의 소설 《설국》의 첫 부분에서 "신호장"으로 등장하는 곳이다. 신호장 시절에도 겨울철에는 스키 고객을 위해 임시정류장을 운영했다.
- 1931년 9월 1일 - 일본국유철도 조에쓰선 미나카미 ~ 에치고유자와 구간의 개통과 동시에 쓰치타루 신호장으로 문을 열었다.
- 1941년 1월 10일 - 보통역이 되었다.
- 1987년 4월 1일 - 민영화에 따라 동일본 여객철도의 소속이 되었다.

## 인접역
| 동일본 여객철도 조에쓰선 | 동일본 여객철도 조에쓰선 | 동일본 여객철도 조에쓰선            |
| ------------------------ | ------------------------ | ----------------------------------- |
| 도아이 다카사키 방면     | ■ 보통                   | 에치고나카자토 나가오카·니가타 방면 |